# 603380 Dorisbrougham
603380 Dorisbrougham è un asteroide della fascia principale. Scoperto nel 2008, presenta un'orbita caratterizzata da un semiasse maggiore pari a 2,323378 UA e da un'eccentricità di 0,202201, inclinata di 10,674032° rispetto all'eclittica.